# Братская могила подпольщиков на кладбище Коммунаров
Братская могила подпольщиков — монумент на кладбище Коммунаров в Севастополе. Является памятником регионального значения. В братской могиле перезахоронены тела 51 подпольщика, расстрелянных в годы немецкой оккупации.

## История
После освобождения Севастополя в мае 1944 года началась эксгумация тел на местах массовых расстрелов советских подпольщиков в различных районах города. Первые перезахоронения состоялись 27-28 мая 1944 года на кладбище Коммунаров в братскую могилу.
Постановлением Севастопольского городского комитета Коммунистической партии Украины и горисполкома от 13 мая 1961 года было принято решение об установке памятника «Борцам подполья» на месте братской могилы. Скульптором памятника выступил Станислав Чиж, а архитектором Адольф Шеффер. Открытие монумента состоялось 5 августа 1963 года.
Памятник выполнен из крымбальского известняка в виде стелы размером 6,4 метра на 3,2 метра. Слева находится рельефная фигура подпольщика, а по центру — надпись «Борцам подполья». Вокруг памятника территория выложена бетонными плитами. Рядом установлена аннотационная таблица с 51-й фамилией подпольщиков, захороненных в братской могиле и плита на которой высечен указ Президиума Верховного Совета СССР от 8 мая 1965 года о присвоении звания Героя Советского Союза Василию Ревякину.
Каждый год у памятника перед Днём Победы собираются сотрудники Дома-музея севастопольских подпольщиков, представители Совета ветеранов партизан и подпольщиков, а также учащиеся школ № 2, 16 и 39.
Объект культурного наследия  Объект культурного наследия народов РФ регионального значения. Рег. № 921711274710005 (ЕГРОКН). Объект № 9230276003 (БД Викигида).

## Похороненные
В братской могиле похоронен 51 человек:
- Герой Советского Союза Ревякин В. Д.

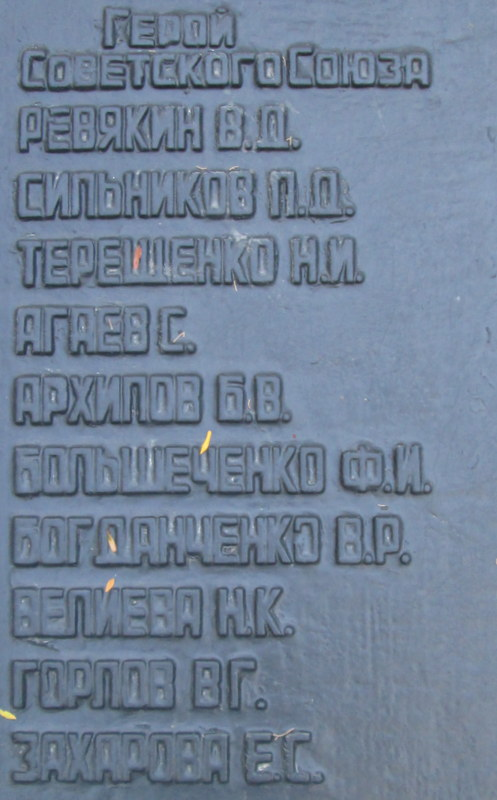
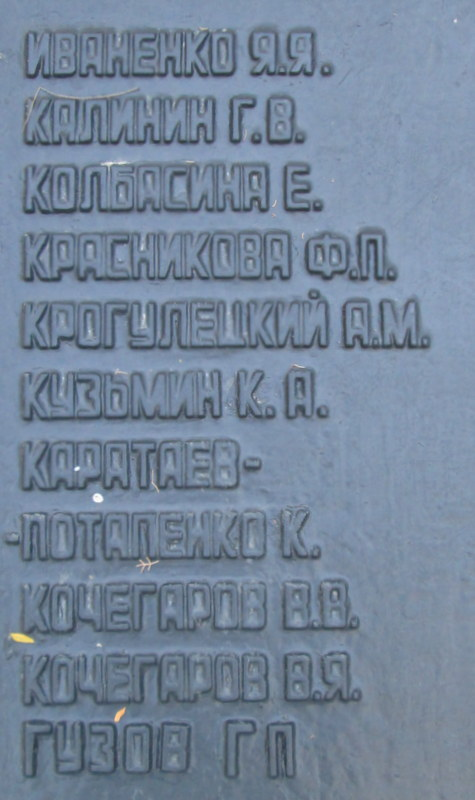
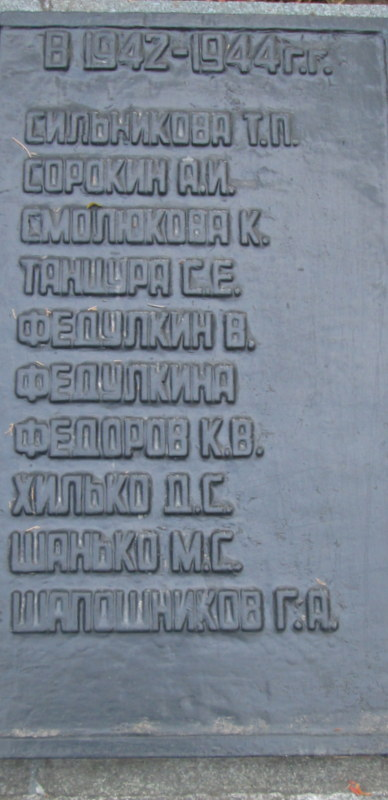
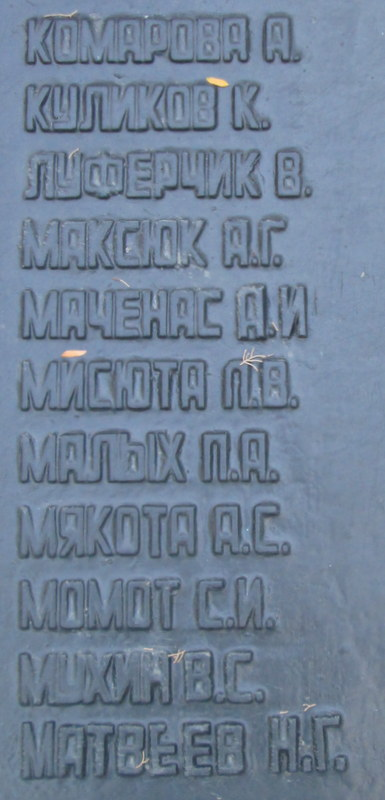
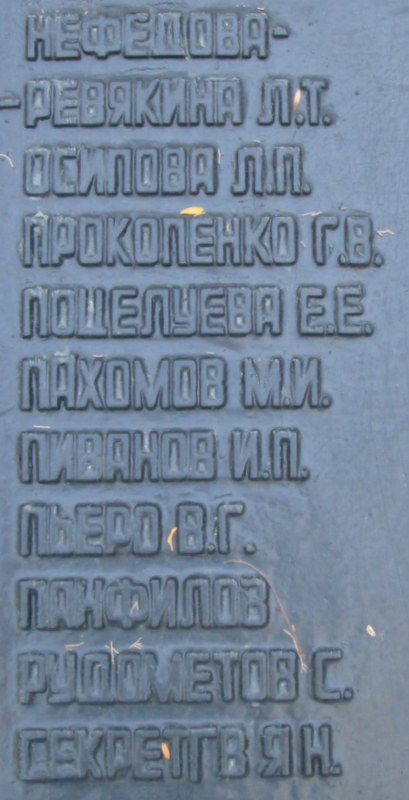

- Иваненко Я. Я.
- Комарова А.
- Нефёдова-Ревякина Л. Т.
- Сильникова Т. П.
- Сильников П. Д.
- Калинин Г. В.
- Куликов К.
- Осипова Л. П.
- Сорокин А. И.
- Терещенко Н. И.
- Колбасина В.
- Луферчик В.
- Прокопенко Г. В.
- Смолюкова К.
- Агаев С.
- Красникова Ф. П.
- Максюк А. Г.
- Поцелуева Е. Е.
- Танцура С. Е.
- Архипов Б. В.
- Крогулецкий А. М.
- Маченас А. И.
- Пахомов М. И.
- Федулкин В.
- Большеченко Ф. И.
- Кузьмин К. А.
- Мисюта Л. В.
- Пиванов И. П.
- Федулкина
- Богданченко В. Р.
- Каратаев-Потапенко К.
- Малых П. А.
- Пьеро В. Г.
- Мякота А. С.
- Фёдоров К. В.
- Велиева Н. К.
- Кочегаров В. В.
- Момот С. И.
- Панфилов
- Хилько Д. С.
- Горлов В. Г.
- Кочегаров В. Я.
- Мухин В. С.
- Рудомётов С.
- Шанько М. С.
- Захарова Е. С.
- Гузов Г. П.
- Матвеев Н. Г.
- Секретов Я. Н.
- Шапошников Г. А.